# Bedřich Hájek
Bedřich Hájek (31. července 1828 Čejkovice – 16. srpna 1912 Královské Vinohrady) byl rakouský soudce a politik české národnosti z Čech, v 2. polovině 19. století poslanec Říšské rady.

## Biografie
Narodil se 31. července 1828 v Čejkovicích na Sázavě (dnes část Českého Šternberku). Jeho otec byl později nájemcem dvora, pivovaru a lihovaru v Uhersku na Novomýtsku a svého syna dal na studia. Bedřich Hájek vychodil gymnázium v Litomyšli a Německém Brodě, pak absolvoval práva na Karlo-Ferdinandově univerzitě v Praze. Podílel se na dění během revolučního roku 1848. Patřil mezi přátele Františka Ladislava Riegera a Franze Schmeykala. Byl posledním velitelem (decurio) studentské legie na Karlo-Ferdinandově univerzitě.
V roce 1850 nastoupil na praxi k c. k. okresnímu soudu ve Vysokém Mýtě, později k finanční prokuratuře v Praze. Od prosince 1854 byl neplacený auskultant u okresního soudu ve Vysokém Mýtě, od května 1855 aktuárem v Ústí nad Orlicí. Působil pak na soudech v Jičíně, Kolíně a Kutné Hoře. Roku 1870 se stal radou krajského soudu v Hradci Králové. V březnu 1877 byl přeložen k obchodnímu soudu v Praze, ale již od dubna 1877 působil na vrchním zemském soudu v Praze a ještě toho roku jmenován radou vrchního zemského soudu v Praze.
Působil i jako poslanec Říšské rady (celostátního parlamentu Předlitavska), kam usedl ve volbách roku 1885 za kurii městskou v Čechách, obvod Praha (Malá Strana, Hradčany atd.). Ve volebním období 1885–1891 se uvádí jako Friedrich Hájek, c. k. rada vrchního zemského soudu, bytem Praha.
Profiloval se jako stoupenec českého státního práva a na Říšské radě se připojil k Českému klubu (jednotné parlamentní zastoupení, do kterého se sdružili staročeši, mladočeši, česká konzervativní šlechta a moravští národní poslanci). Sám patřil mezi staročechy.
Roku 1894 byl povýšen do šlechtického stavu (Friedrich Edler von Hájek). Zemřel 16. srpna 1912 na Královských Vinohradech v domě čp. 1163 (dnes Slovenská 1163/15, Praha 2). Některé zdroje uváděly nesprávně, že zemřel na letním pobytu v rodných Čejkovicích.